# Idioma tetepare
Tetepare es una lengua extinta de la Isla Tetepare. Según la historia oral local, los indígenas de la ahora deshabitada Isla Tetepare hablaban su propia lengua, diferente de las demás lenguas de la región.

## Clasificación
Los materiales publicados son insuficientes para establecer si esta lengua era una lengua austronesia como la mayoría de las lenguas circundantes (Roviana , Marovo y el resto del subgrupo de Nueva Georgia), o una lengua no austronesia como la vecina Touo. Los mapas de idiomas a veces muestran que el idioma touo se extiende hasta la isla de Tetepare, pero esto parece ser un accidente.